# Rue Pierre-au-Lard
La rue Pierre-au-Lard est une voie, ancienne, du 4e arrondissement de Paris, en France.

## Situation et accès
La rue Pierre-au-Lard est une voie publique, du quartier Saint-Merri, située dans l'ouest du 4e arrondissement de Paris. Elle débute entre les 12-14, rue Saint-Merri, se poursuit vers le nord-est pendant environ 35 m puis fait un coude à angle droit vers le nord-ouest sur une trentaine de mètres pour aboutir entre les 22-24, rue du Renard. Au total, la rue mesure 66 m de long.
Sur quelques mètres à son débouché sur la rue du Renard, la rue mesure 5 m de large ; sur le reste de sa longueur, elle est moitié moins large, les trottoirs de part et d'autre étant quasiment inexistants. À part à ses extrémités, la rue Pierre-au-Lard n'est rejointe par aucune autre voie.
La numérotation des immeubles débute au niveau de son débouché sur la rue Saint-Merri. Les numéros augmentent en direction du la rue du Renard, les numéros impairs à gauche et les numéros pairs à droite.

## Origine du nom
L’étymologie du nom de cette rue n'est pas connue. Il est toutefois communément admis que le nom de cette rue provient d'une corruption. Il pourrait s'agir de celui de Pierre Oilart, un notable qui habitait la voie au XIIIe siècle.

## Historique

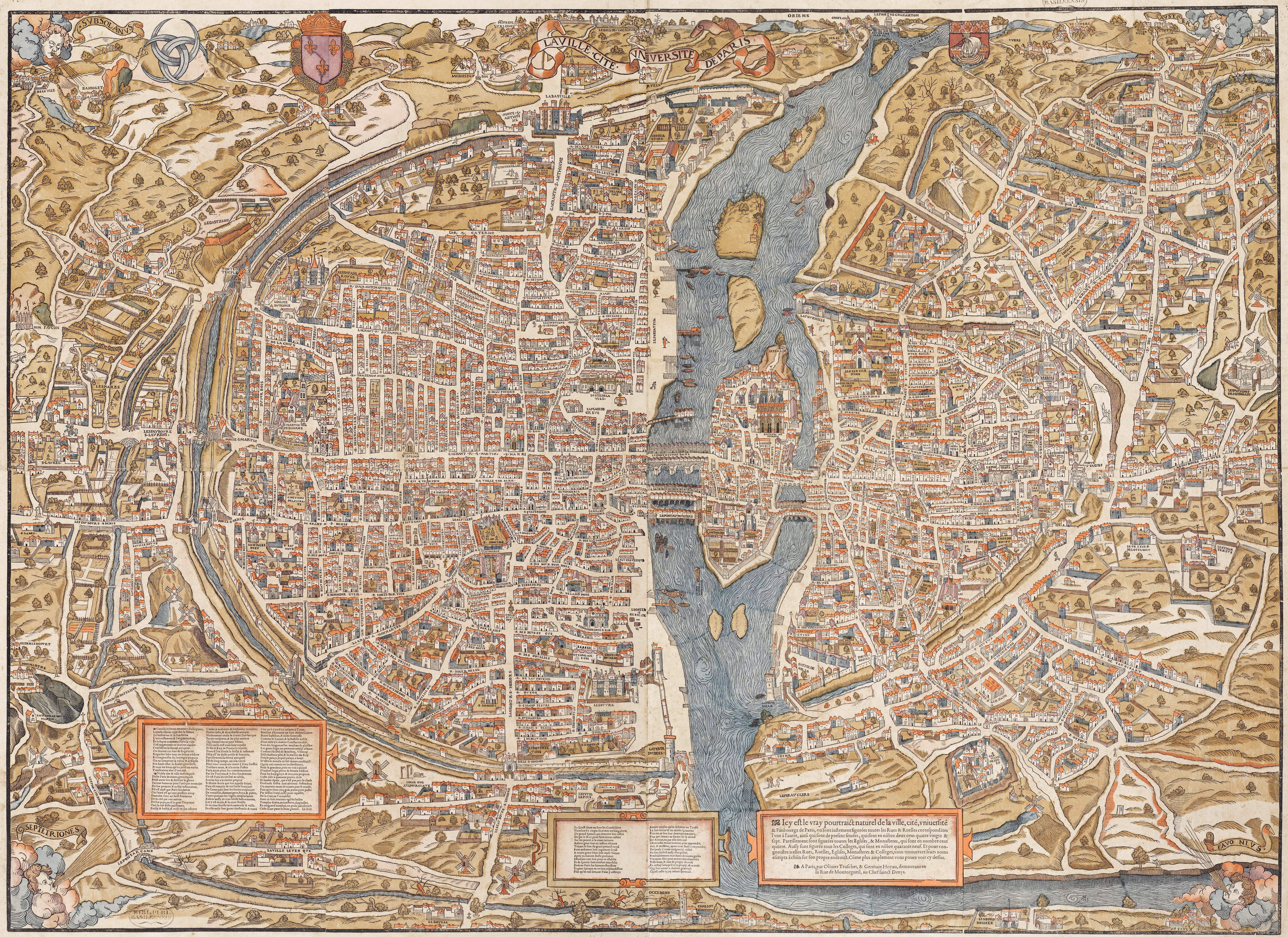
Plan de Paris par Truschet et Hoyau, vers 1550 ; la rue Pierre-au-Lard est mentionnée (nommée « La Pierre au Lart »).

En 1273, cette voie qui forme un retour d'équerre portait deux dénominations :
- la partie prenant naissance à la rue Neuve-Saint-Merri se nommait vicus Aufridi-de-Gressibus, c'est-à-dire « rue Aufroy-des-Grès », qui prit le nom au siècle suivant de « rue Espaulart » ;
- la partie débouchant dans la rue du Poirier se nommait vicus Petri-Oilard, c'est-à-dire « rue Pierre-Oilard » ;
- ces deux parties sont réunies sous une même dénomination vers 1500.

Elle est citée dans Le Dit des rues de Paris, de Guillot de Paris, sous le nom de « rue Pierre-o-Lart ».
Son nom apparait dans les registres de la taille en 1313. Elle est alors située à mi-chemin entre la place de Grève au sud et l'enceinte de Philippe Auguste au nord. Elle connait de nombreuses orthographes différentes : « rue Pierre-Allard », « rue Pierre-O'Lard », « rue Pierre-Oilard », « rue Pierre-Aulard » ou « rue Pierre-Aulart », et même « rue Pierre-au-Rat ». Corrozet l'appelle « rue Pierre-au-Lait ».
Les premiers plans de Paris, comme celui de Truschet et Hoyau de 1552, la mentionnent sous le nom de « rue Lapierre-au-Lart ». Elle est alors nettement plus longue qu'actuellement : sa partie nord s'étend jusqu'à la rue Brisemiche (elle aussi plus longue qu'à l'heure actuelle), sur une soixantaine de mètres jusqu'à un emplacement occupé de nos jours par le centre Pompidou. Cette configuration se retrouve sur le cadastre de 1810-1836, la rue fait alors partie du quartier Sainte-Avoye de l'ancien 7e arrondissement et celui de 1877.
Une décision ministérielle du 28 prairial an IX (17 juin 1801) signée Chaptal fixe la largeur de cette voie publique à 6 mètres.
Au XIXe siècle, cette rue, d'une longueur de 122 mètres, qui était située dans l'ancien 7e arrondissement, quartier Sainte-Avoye, commençait aux 12-14, rue Neuve-Saint-Merri et finissait aux 4-6, rue du Poirier.
Les numéros de la rue étaient noirs. En 1817, le dernier numéro impair était le no 15 et le dernier numéro pair était le no 12.
Un arrêté du préfet de police, en date du 5 avril 1817, prescrit la fermeture de la rue. Cette fermeture ne sera pas réalisée.
En vertu d'une ordonnance royale du 26 juin 1837, la largeur de la voie est portée à 10 mètres.
En 1899, la rue du Renard est ouverte entre la rue Saint-Merri et la rue Pierre-au-Lard ; la partie plus au nord, jusqu'à la rue Simon-le-Franc, est ouverte en 1909.
La principale modification intervient lors de la restructuration de l'îlot Saint-Merri, qui conduit à la création du centre Pompidou. En 1971, la partie de la rue comprise entre celles du Renard et Brisemiche est déclassée ; elle est supprimée en 1972, réduisant la rue Pierre-au-Lard à ses limites actuelles.

## Bâtiments remarquables et lieux de mémoire
- Nos 2 et 4 : sur la droite de la rue, dans la portion droite entre la rue Saint-Merri et le coude, s'élève l'hôtel Le Rebours.
- No 6 : le théâtre Essaïon est situé dans le coude.
- Une entrée du Café de la Gare (sortie des spectateurs) se situe au niveau de l'élargissement de la rue, près de la rue du Renard.

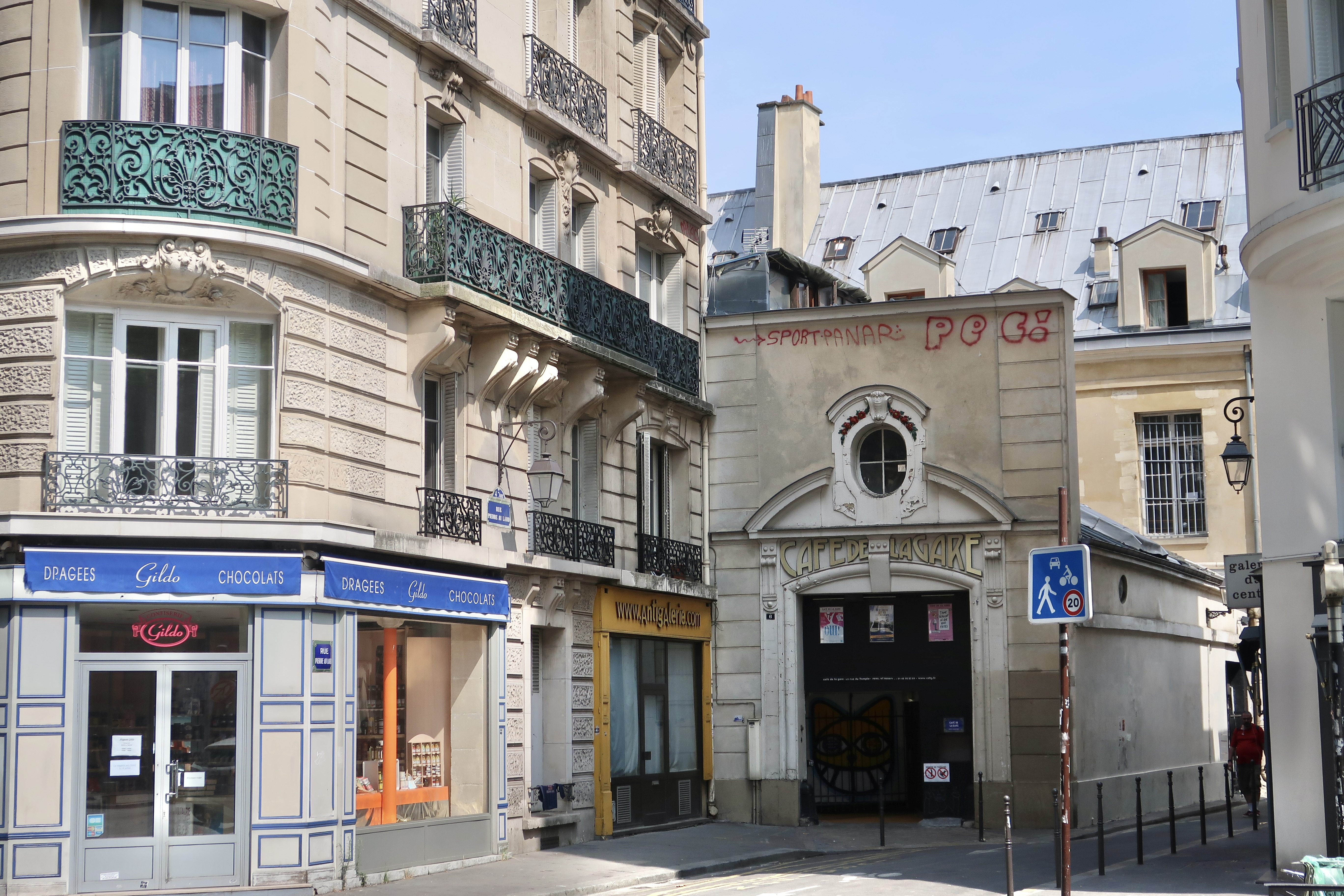
Café de la Gare.